# Deus Não Quis
Deus Não Quis é uma curta-metragem de ficção do realizador português António Ferreira. O filme estreou em competição no Festival Internacional de Cinema de Montreal em 2007 e teve grande circulação em festivais de cinema internacionais, tendo conquistado diversos prémios.
Filmado no inverno de 2007 na aldeia do Coentral no concelho de Castanheira de Pêra, o filme é inspirado na canção popular "Lauridinha", narrando sem recurso a diálogos, a história de um rapaz que parte para a guerra, apartando-se da sua namorada Laurinda. O filme, faz uma leitura crítica desta canção popular, expondo o apelo à resignação que a canção contém, insinuando que é a vontade de Deus que os homens partam para guerra, mostrando que o rapaz que partiu "há-de voltar, se Deus quiser", mas não sem passar pelas agruras da guerra.

## Sinopse
Deus Não Quis é baseado na dramatização dos versos da canção popular "Laurindinha". É a historia de Ramiro, um rapaz novo, que parte para a Guerra; do seu regresso e do desencontro com o amor da sua vida - Laurinda.

## Ficha Técnica
- Formato: 35mm / DCP
- IGAC 876/2009
- ISAN 0000-0006-165C-0000-2-0000-0000-V